# NGC 991
NGC 991 ist eine Balken-Spiralgalaxie vom Hubble-Typ SBc im Sternbild Walfisch südlich der Ekliptik. Sie ist schätzungsweise 68 Millionen Lichtjahre von der Milchstraße entfernt und hat einen Durchmesser von etwa 60.000 Lj. 

Im selben Himmelsareal befinden sich u. a. die Galaxien NGC 1022 und IC 243.
Die Typ-Ib-Supernova SN 1984L wurde hier beobachtet.
Die Galaxie wurde am 10. September 1785 von dem deutsch-britischen Astronomen William Herschel mithilfe eines 18,7-Zoll-Teleskops entdeckt.